# Étoiles du sport
Étoiles du sport est un programme de parrainage créé en 2002 par l’agence Alizeum et ses fondateurs, Benoit Eycken et Sébastien Foucras. Il a pour but de rassembler les champions actuels et les espoirs du sport français afin d’accompagner les jeunes vers la très haute performance.  

## Étoiles du sport à Tignes
Chaque année, l’équipe Alizeum organise une semaine en station de ski pour rassembler les espoirs et leurs parrains. Depuis 2018, la semaine des Étoiles du Sport a lieu la première semaine de décembre, à Tignes (anciennement organisée à La Plagne). Durant une semaine, le Parrain et son Espoir participent ensemble à des épreuves sportives, créent des moments de partage et de cohésion, et profitent de temps festifs. A l’issue de la semaine, l'Étoile du meilleur Espoir sportif français est remise à un des 20 espoirs sur la base des résultats sportifs obtenus pendant la semaine, des valeurs portées et du comportement de l’espoir.

## L’Université Étoiles du sport
Afin de concrétiser l’échange intergénérationnel et préparer les Espoirs à leur métier de Champion, les Étoiles du Sport leur proposent chaque année ainsi qu’aux jeunes sportifs en devenir de participer à l’Université des Étoiles du Sport. 
Regroupant les Espoirs de l’année et ceux des années précédentes, l’Université est un temps de formation où « Les Champions partagent leurs secrets de performance » avec les Espoirs. Pendant plusieurs jours, les jeunes Espoirs ont l’occasion de bénéficier de conseils de grands champions ou personnalités (journalistes, préparateurs mentaux, avocats, fiscalistes, comédiens, institutionnels…) autour de moments de convivialité, de conférences et d’ateliers animés. Depuis 2019, l’Université des Étoiles du Sport a lieu à Vichy avant l’été.

### Ambassadeurs
Les ambassadeurs sont des champions qui ont été sollicités par les Étoiles du Sport pour s’impliquer durablement au sein de l’événement. Tous les ambassadeurs des Étoiles du Sport ont été parrains ou membres du comité d'éthique. 
- Laurent Blanc
- Thomas Coville
- Stéphane Diagana
- Tony Estanguet
- Laura Flessel
- Fabien Galthié
- Daniel Narcisse
- Marie-José Pérec

### Les espoirs devenus champions
- Alphonse Areola (Football)
- Jérémie Azou (Aviron)
- Mathieu Debuchy (Football)
- Martin Fourcade (Biathlon)
- Astrid Guyart (Escrime)
- Mathilde Gros (Cyclisme)
- Gauthier Grumier (Escrime)
- Karim Laghouag (Equitation)
- Kévin Mayer (Décathlon)
- Guillaume Néry (Apnée)
- Melvyn Richardson (Handball)

## Palmarès de l'Étoile du sport de l'année
Les lauréats des différentes éditions sont :
- en 2002 : Jean-Baptiste Peyras-Loustalet
- en 2003 : Terence Joubert
- en 2004 : Guillaume Néry
- en 2005 : Manuela Galtier et Jean Monribot
- en 2006 : Adrien Coirier
- en 2007 : Arthur Longo
- en 2008 : Jérémie Azou
- en 2009 : Stéphane Hascoët
- en 2010 : Quentin Urban[4]
- en 2011 : Vincent Gauthier-Manuel
- en 2012 : Clément Dumont
- en 2013 : Adèle Stern
- en 2014 : Émilien Jacquelin
- en 2015 : Mathilde Doudoux
- en 2016 : Meddy Elice
- en 2017 : Sophia Bouderbane
- en 2018 : Eugénie Dorange
- en 2019 : Manon Genest
- en 2021 : Blandine Pont[5]
- en 2023: Léon Marchand
- en 2025: Mattéo Ruiz

### Binômes parrain-espoir
Depuis la création des Étoiles du Sport, plus de 300 parrains, champions olympiques, champions du monde et d’Europe ont participé à l’événement.
| Parrain                 | Espoir                                 | Discipline               |
| ----------------------- | -------------------------------------- | ------------------------ |
| Richard Dacoury         | Yannick Bokolo                         | Basket-ball              |
| Bruno Mingeon           | Charles Ferraris                       | Bobsleigh                |
| Brahim Asloum           | Ali Hallab                             | Boxe                     |
| Laura Flessel-Colovic   | Gauthier Grumier                       | Escrime                  |
| Youri Djorkaeff         | Samuel Piètre                          | Football                 |
| Éric Poujade            | Pierre-Yves Bény                       | Gymnastique              |
| Jackson Richardson      | Émeric Paillasson                      | Handball                 |
| Catherine Fleury-Vachon | Lucie Louette                          | Judo                     |
| Anne-Laure Pégon        | Pauline Boussard                       | Kitesurf                 |
| Gwendal Peizerat        | Caroline Truong et Sylvain Longchambon | Patinage artistique      |
| Fabien Galthié          | Jean-Baptiste Peyras-Loustalet         | Rugby à XV               |
| Jean-Luc Crétier        | Julien Lizeroux                        | Ski                      |
| Laurent Aïello          | Renaud Derlot                          | Sports mécaniques (auto) |
| Jean-Michel Bayle       | Thomas Allier                          | Sports mécaniques (moto) |
| Pascal Gentil           | Servin Rodomond                        | Taekwondo                |
| Nathalie Tauziat        | Stéphanie Cohen-Aloro                  | Tennis                   |
| Franck Cammas           | Charles Caudrelier                     | Voile                    |
| Karine Fauconnier       | Armel Le Cléac’h                       | Voile                    |
| François Brenac         | Stéphane Christidis                    | Voile olympique          |
| Stéphane Antiga         | Loïc Geiler                            | Volley-Ball              |

| Parrain             | Espoir              | Discipline               |
| ------------------- | ------------------- | ------------------------ |
| Stéphane Diagana    | Ladji Doucouré      | Athlétisme               |
| Adrien Hardy        | Jonathan Coeffic    | Aviron                   |
| Jean-Marc Mormeck   | Nadjib Mohammedi    | Boxe                     |
| Tony Estanguet      | Mathilde Pichery    | Canoe-kayak              |
| Christophe Moreau   | Thomas Terrettaz    | Cyclisme                 |
| Hugues Obry         | Terence Joubert     | Escrime                  |
| Laurent Blanc       | Mathieu Debuchy     | Football                 |
| Thomas Levet        | Benjamin Regent     | Golf                     |
| Dimitri Karbanenko  | Gaël Da Silva       | Gymnastique              |
| Valérie Nicolas     | Amandine Leynaud    | Handball                 |
| Lionel Brun         | Arnaud Assoumani    | Handisport               |
| Frédérique Jossinet | Gévrise Émane       | Judo                     |
| Simon Dufour        | Antoine Galavtine   | Natation                 |
| Taïg Khris          | Lamine Fathi        | Roller                   |
| Abdelatif Benazzi   | Sylvain Mirande     | Rugby à XV               |
| Christel Pascal     | Marion Bertrand     | Ski alpin                |
| Isabelle Blanc      | Victoria Wicky      | Snowboard                |
| Olivier Jacque      | Baptiste Perdriat   | Sports mécaniques (moto) |
| Guy Forget          | Olivier Renavand    | Tennis                   |
| Thierry Peponnet    | Nicolas Charbonnier | Voile                    |
| Victoria Ravva      | Jelena Lozancic     | Volley-Ball              |

| Parrain                               | Espoir                | Discipline         |
| ------------------------------------- | --------------------- | ------------------ |
| Loïc Leferme                          | Guillaume Néry        | Apnée              |
| Marc Raquil                           | Frédérick Pouzy       | Athlétisme         |
| Adrien Hardy et Sébastien Vieilledent | Cédric Berrest        | Aviron             |
| Jérôme Thomas                         | Philippe Frenois      | Boxe               |
| Benoît Peschier                       | Marie-Zélia Lafont    | Canoe-kayak        |
| Didier Courrèges                      | Karim Laghouag        | Équitation         |
| Brice Guyart                          | Astrid Guyart         | Escrime            |
| Robert Citerne                        | David Maillard        | Escrime handisport |
| Willy Sagnol                          | Dorian Dervite        | Football           |
| Isabelle Severino                     | Thomas Bouhail        | Gymnastique        |
| Véronique Rolland-Pecqueux            | Alice Durand          | Handball           |
| Lise Legrand                          | Juliette Willocq      | Lutte              |
| Faustine Merret                       | Quentin Henry         | Planche à voile    |
| Olivier Magne                         | Yohan Montès          | Rugby à XV         |
| Jean-Pierre Vidal                     | Gauthier de Tessières | Ski alpin          |
| Julie Pomagalski                      | Sylvain Dufour        | Snowboard          |
| Myriam Baverel                        | Cathiana Grosset      | Taekwondo          |
| Armel Le Cléac’h                      | Félix Pruvot          | Voile              |

| Parrain                 | Espoir               | Discipline             |
| ----------------------- | -------------------- | ---------------------- |
| Ladji Doucouré          | Manuela Galtier      | Athlétisme             |
| Bénédicte Dorfman-Luzuy | Coralie Ribeil       | Aviron                 |
| Assia El Hannouni       | Clavel Kayitare      | Athlétisme handisport  |
| Antoine Rigaudeau       | Antoine Diot         | Basket-Ball            |
| Myriam Lamare           | Karima Oukala        | Boxe                   |
| Fabien Lefèvre          | Laura Mangin         | Canoë-kayak            |
| Maureen Nisima          | Yasmine Prudente     | Escrime                |
| Marcel Desailly         | Maxime Mazurier      | Football               |
| Ludivine Kreutz         | Anne-Lise Caudal     | Golf                   |
| Marine Debauve          | Gael Da Silva        | Gymnastique            |
| Olivier Girault         | Cédric Sorhaindo     | Handball               |
| Lucie Décosse           | Géraldine Mentouopou | Judo                   |
| Solenne Figuès          | Lise Soule           | Natation               |
| Serge Betsen            | Jean Monribot        | Rugby à XV             |
| Emmanuel Gaidet         | Julien Gaidet        | Ski freestyle          |
| Gwladys Epangue         | Torann Maizeroi      | Taekwondo              |
| Jean-Philippe Gatien    | Emmanuel Lebesson    | Tennis de table centre |
| Thomas Coville          | Mathilde Géron       | Voile                  |

| Parrain                       | Espoir                    | Discipline             |
| ----------------------------- | ------------------------- | ---------------------- |
| Christine Arron               | Émilie Gaydu              | Athlétisme             |
| Laurent Foirest               | Yohann Sangaré            | Basket                 |
| Anne Floriet                  | Kevin Hemdy               | Biathlon handisport    |
| Mahyar Monshipour             | Jean-Nicolas Weigel       | Boxe                   |
| Martin Braud et Cédric Forgit | Hugo Biso et Pierre Picco | Canoë-kayak            |
| Sandy Casar                   | Jérôme Coppel             | Cyclisme               |
| Érik Boisse et Boris Sanson   | Julien Medard             | Escrime                |
| Bixente Lizarazu              | Paul Lasne                | Football               |
| Jean-François Remesy          | Julien Guerrier           | Golf                   |
| Émilie Le Pennec              | Christophe Pinto-Alves    | Gymnastique            |
| Bruno Martini                 | Grégoire Detrez           | Handball               |
| Gévrise Émane                 | Chloé Guerrier            | Judo                   |
| Laurence Fischer              | Emmeline Mottet           | Karaté                 |
| Christophe Dominici           | Djibril Camara            | Rugby à XV             |
| Sébastien Amiez               | Freddy Vion               | Ski alpin              |
| Guerlain Chicherit            | Adrien Coirier            | Ski freeride           |
| Randy de Puniet               | Jules Cluzel              | Sports mécaniques      |
| Patrick Chila                 | Abdel-Kader Salifou       | Tennis de table centre |
| Frédéric Belaubre             | Cédric Primault           | Triathlon              |
| Roland Jourdain               | Nicolas De Castro         | Voile                  |

| Parrain            | Espoir           | Discipline        |
| ------------------ | ---------------- | ----------------- |
| Leslie Djhone      | Adrianna Lamalle | Athlétisme        |
| Raphaël Poirée     | Martin Fourcade  | Biathlon          |
| Philippe Colin     | Guillaume Burger | Canoë-kayak       |
| Boris Sanson       | Jérémy Moutou    | Escrime           |
| Patrick Vieira     | Dennis Appiah    | Football          |
| Gwladys Nocera     | Anne-Lise Caudal | Golf              |
| Yann Cucherat      | Damien Millot    | Gymnastique       |
| Daniel Narcisse    | Xavier Barachet  | Handball          |
| Stéphanie Possamaï | Morgane Ribout   | Judo              |
| Audrey Prieto      | Maxime Chirain   | Lutte             |
| Dimitri Yachvili   | Rabah Slimani    | Rugby à XV        |
| Éric Anselme       | Yohann Gigord    | Rugby à XIII      |
| Mathieu Crepel     | Arthur Longo     | Snowboard         |
| Sébastien Bourdais | Jules Bianchi    | Sports mécaniques |
| Mickaël Borot      | Yassine Belhadj  | Taekwondo         |
| Arnaud Di Pasquale | Romain Sichez    | Tennis            |
| Michaël Jeremiasz  | Nicolas Peifer   | Tennis handisport |
| Franck Dumoulin    | Julien Valtz     | Tir               |
| Cédric Fleureton   | Aurélien Raphaël | Triathlon         |
| Xavier Rohart      | Jonathan Lobert  | Voile             |

| Parrain                                         | Espoir                     | Discipline            |
| ----------------------------------------------- | -------------------------- | --------------------- |
| Arnaud Assoumani                                | Jean-Baptiste Alaize       | Athlétisme handisport |
| Cédric Berrest, Julien Bahain, Jonathan Coeffic | Jérémie Azou               | Aviron                |
| Laëtitia Le Corguillé                           | Magalie Pottier            | BMX                   |
| Alexis Vastine                                  | Adriani Vastine            | Boxe                  |
| Jérôme Jeannet                                  | Adrien Penso               | Escrime               |
| Lilian Thuram                                   | Alphonse Areola            | Football              |
| Raphaël Jacquelin                               | Mathieu Decottignies-Lafon | Golf                  |
| Benoît Caranobe                                 | Axel Augis                 | Gymnastique           |
| Benjamin Darbelet                               | Ugo Legrand                | Judo                  |
| Tiffany Fanjat                                  | Alexandra Recchia          | Karaté                |
| Anne-Laure Viard                                | Amandine Lhote             | Kayak                 |
| Christophe Guenot                               | Cyril Vescan               | Lutte                 |
| Malia Metella                                   | Camille Amardeilh          | Natation              |
| Julien Bontemps                                 | Hélène Noesmoen            | Planche à voile       |
| Pascal Papé                                     | Alexandre Flanquart        | Rugby à XV            |
| Antoine Dénériaz                                | Brice Roger                | Ski alpin             |
| Bruno Heubi                                     | Mélanie Prudent            | Sports ultra          |
| Michaël Llodra                                  | Alizé Lim                  | Tennis                |
| Bérengère Schuh                                 | Cyrielle Delamarre         | Tir à l'arc           |
| Bruno Jourdren                                  | Damien Cloarec             | Voile                 |

| Parrain                                 | Espoir            | Discipline    |
| --------------------------------------- | ----------------- | ------------- |
| Hongyan Pi                              | Thomas Rouxel     | Badminton     |
| Sébastien Flute                         | Thibault Fioretti | Tir à l'arc   |
| Mathieu Goubel                          | Stéphane Hascoët  | Canoë         |
| Jean-Christophe Bette et Fabien Tilliet | Marion Rialet     | Aviron        |
| Thomas Bouhail                          | Matthieu Jordan   | Gymnastique   |
| Jérémy Florès                           | Maxime Huscenot   | Surf          |
| Anne-Caroline Chausson                  | Sylvain André     | BMX           |
| Romain Mesnil                           | Hugo Grillas      | Athlétisme    |
| Fabrice Jeannet                         | Jeanne Colignon   | Escrime       |
| Alain Bernard                           | Dorian Gandin     | Natation      |
| Loïc Geiler                             | Mathieu Bord      | Volley-ball   |
| Guilbaut Colas                          | Sacha Theocharis  | Ski de bosses |
| Yannick Nyanga                          | Maxime Payen      | Rugby à XV    |
| Céline Lebrun                           | Marjorie Ulrich   | Judo          |
| Guillaume Joli                          | Romain Scotto     | Handball      |
| Sébastien Josse                         | Thomas Rouxel     | Voile         |
| Cédric Ravanel                          | Alexis Vuillermoz | VTT           |
| Mamédy Doucara                          | Moussa Cissé      | Taekwondo     |
| Christian Karembeu                      | Romain Davigny    | Football      |

| Parrain                          | Espoir              | Discipline         |
| -------------------------------- | ------------------- | ------------------ |
| Romain Barras                    | Kevin Mayer         | Athlétisme         |
| Germain Chardin                  | Matthieu Moinaux    | Aviron             |
| Sandrine Bailly                  | Julie Chenevoy      | Biathlon           |
| Arnaud Hybois et Sébastien Jouve | Quentin Urban       | Canoë-kayak        |
| Nicolas Touzaint                 | Paul Gatien         | Équitation         |
| Gauthier Grumier                 | Virgile Marchal     | Escrime            |
| Sandrine Soubeyrand              | Laëtitia Philippe   | Football           |
| Cyril Tommasone                  | Jim Zona            | Gymnastique        |
| Joël Abati                       | Valentin Roque      | Handball           |
| Amaury Leveaux                   | Aurélien Leveaux    | Natation           |
| Amélie Cazé                      | Valentin Prades     | Pentathlon moderne |
| Fulgence Ouedraogo               | Geoffrey Doumayrou  | Rugby à XV         |
| Nicolas Bérejny                  | Nicolas Sarremejane | Ski handisport     |
| Clémentine Lucine                | Iris Cambray        | Ski nautique       |
| Mathieu Bozzetto                 | Pierre Mazouat      | Snowboard          |
| Romain Dumas                     | Vincent Beltoise    | Sports automobiles |
| Mikaël Picon                     | Marc Lacomare       | Surf               |
| Amélie Mauresmo                  | Inès Fontanarosa    | Tennis             |
| Julien Absalon                   | Guillaume Vinit     | VTT                |

| Parrain                             | Espoir                  | Discipline           |
| ----------------------------------- | ----------------------- | -------------------- |
| Guillaume Néry                      | Frédéric Sessa          | Apnée                |
| Christophe Lemaitre et Jimmy Vicaut | Dior Delophont          | Athlétisme           |
| Jérémie Azou                        | Daphné Socha            | Aviron               |
| Aya Cissoko                         | Delphine Mancini        | Boxe                 |
| Denis Gargaud                       | Nicolas Scianimanico    | Canoë                |
| Thierry Gueorgiou                   | Lucas Basset            | Course d'Orientation |
| Victor Sintes                       | Julien Mertine          | Escrime              |
| Gaetane Thiney                      | Camille Catala          | Football             |
| Vencelas Dabaya                     | Bénédicte Bauquel       | Haltérophilie        |
| Jérôme Fernandez                    | Melvyn Richardson       | Handball             |
| Cristobal Huet                      | Kevin Bozon             | Hockey               |
| Mathieu Bataille                    | Arthur Clerget          | Judo                 |
| Steeve Guenot                       | Adeline Vescan          | Lutte                |
| Enak Gavaggio                       | Jérémy Prevost          | Ski Freeride         |
| Cyril More                          | Vincent Gauthier-Manuel | Ski Handisport       |
| Thierry Lincou                      | Camille Serme           | Squash               |
| Fabrice Santoro                     | Tristan Lamasine        | Tennis               |
| Grégoire Pennes                     | Josuah Faroux           | Trampoline           |
| Carole Péon                         | Pierre Le Corre         | Triathlon            |
| Pepito Elhorga                      | Thibault Visensang      | Rugby                |
| Pascal Bidégorry                    | Morgan Lagravière       | Voile                |

| Parrain              | Espoir             | Discipline          |
| -------------------- | ------------------ | ------------------- |
| Antoine Albeau       | Julien Bouyer      | Sports Extrêmes     |
| Grégory Baugé        | Benjamin Edelin    | Cyclisme sur piste  |
| Julie Bresset        | Margot Moschetti   | VTT                 |
| Emilie Fer           | Boris Neveu        | Kayak               |
| Romain Grosjean      | Dorian Boccolacci  | Formule 1           |
| Anne-Caroline Graffe | Raihau Chin        | Taekwondo           |
| Jessica Harrison     | Anthony Pujades    | Triathlon           |
| Karine Icher         | Marion Duvernay    | Golf                |
| Ugo Legrand          | Adrien Bourguignon | Judo                |
| Dorian Mortelette    | Benoît Brunet      | Aviron              |
| Hamilton Sabot       | Quentin Signori    | Gymnastique         |
| David Smetanine      | Élodie Lorandi     | Natation Handisport |
| Pierre Vaultier      | Jean Dencausse     | Snowboard           |
| Teddy Tamgho         | Rouguy Diallo      | Athlétisme          |
| Mariama Signate      | Lesly Briemant     | Handball            |
| Clément Lefert       | Mehdy Metella      | Natation            |
| Jonathan Lobert      | Jérémie Mion       | Voile               |
| Delphine Reau        | Adeline Couet      | Tir                 |
| Vincent Jay          | Clément Dumont     | Biathlon            |
| Laure Boulleau       | Griedge Mbock      | Football            |

| Parrain                           | Espoir               | Discipline         |
| --------------------------------- | -------------------- | ------------------ |
| Arnaud Clément                    | Quentin Halys        | Tennis             |
| Élodie Clouvel et Valentin Belaud | Adèle Stern          | Pentathlon moderne |
| Miguel Martinez                   | Julien Trarieux      | VTT                |
| Yannick Jauzion                   | Jules Montels        | Rugby              |
| Robert Pirès                      | Alexandre Marfaing   | Football           |
| Floriane Liborio                  | Haby Niare           | Taekwondo          |
| Aurélien Ducroz                   | Léo Slemett          | Ski Freeride       |
| Brice Leverdez                    | Lucas Corvée         | Badminton          |
| Edwige Lawson                     | Jaylen Hoard         | Basketball         |
| Mélina Robert-Michon              | Wilhem Belocian      | Athlétisme         |
| Marie-Amélie Le Fur               | Valentin Bertrand    | Handisport         |
| Astrid Guyart                     | Aymeric Escurat      | Escrime            |
| Xavier Barachet                   | Arthur Vigneron      | Handball           |
| Grégory Gaultier                  | Grégoire Marche      | Squash             |
| Matthieu Peche et Gauthier Klauss | Mathieu Biazizzo     | Canoë-Kayak        |
| Kenji Grillon                     | Marvin Garin         | Karaté             |
| Pierre-Yves Bény                  | Edgar Boulet         | Gymnastique        |
| Loïc Pietri                       | Vincent Limare       | Judo               |
| Hugues Duboscq                    | Jordan Coelho        | Natation           |
| Xavier Thévenard                  | Jean-Marie Thevenard | Ultratrail         |

| Parrain                | Espoir                 | Discipline                         |
| ---------------------- | ---------------------- | ---------------------------------- |
| Yohan Diniz            | Lukas Moutarde         | Athlétisme                         |
| Stany Delayre          | Margaux Bailleul       | Aviron                             |
| Emmeline Ndongue       | Tima Pouye             | Basketball                         |
| Marie-Laure Brunet     | Émilien Jacquelin      | Biathlon                           |
| Boris Neveu            | Lucas Roisin           | Canoé-kayak                        |
| Jean-Christophe Péraud | Aurélien Paret-Peintre | Cyclisme                           |
| Ulrich Robeiri         | Erwan Fonson           | Escrime                            |
| Sylvain Wiltord        | Miles Pajaniandy       | Football                           |
| Guillaume Gille        | Baptiste Malfondet     | Handball                           |
| Marie Bochet           | Grace Wembolua         | Handisport Ski Alpin et Basketball |
| Laurent Meunier        | Estelle Duvin          | Hockey sur glace                   |
| Automne Pavia          | Marie Orsini           | Judo                               |
| Mélonin Noumonvi       | Zoheir El Ourraqe      | Lutte                              |
| Camille Muffat         | Margo Vanhaezebrouck   | Natation                           |
| Charline Picon         | Adrien Mestre          | Planche à voile                    |
| Matthieu Rosset        | Antoine Catel          | Plongeon                           |
| Laetitia Roux          | Sophie Mollard         | Ski alpinisme                      |
| Marion Bartoli         | Geoffrey Blancaneaux   | Tennis                             |
| Laurent Vidal          | Cassandre Beaugrand    | Triathlon                          |

| Parrain             | Espoir               | Discipline         |
| ------------------- | -------------------- | ------------------ |
| Muriel Hurtis       | Ludovic Besson       | Athlétisme         |
| Ronny Turiaf        | Luc Loubaki          | Basketball         |
| Tony Yoka           | Victor Yoka          | Boxe               |
| Magalie Pottier     | Mathilde Doudoux     | BMX                |
| Pierre Picco        | Lucie Prioux         | Canoë-Kayak        |
| Hugo Biso           | Lucie Prioux         | Canoë-Kayak        |
| Jason Lamy-Chappuis | Laurent Muhlethaler  | Combiné-Nordique   |
| Alexis Vuillermoz   | Hugo Pigeon          | Cyclisme sur route |
| Kévin Sireau        | Melvin Landerneau    | Cyclisme sur piste |
| Cécilia Berder      | Margaux Rifkiss      | Escrime            |
| Grégory Havret      | Romain Langasque     | Golf               |
| Samir Aït-Saïd      | Guillaume Augugliaro | Gymnastique        |
| Bertrand Gille      | Kenny Fidji          | Handball           |
| Damien Seguin       | Moussa Tambadou      | Handisport         |
| Clarisse Agbegnenou | Clarisse Habricot    | Judo               |
| Marion Rolland      | Noémie Larrouy       | Ski Alpin          |
| Kévin Rolland       | Tess Ledeux          | Ski Freestyle      |
| Camille Serme       | Elise Romba          | Squash             |
| François Gabart     | Aymeric Ducroocq     | Voile              |
| Frantz Granvorka    | Lucas Groc           | Volley-Ball        |

| Parrain                    | Espoir                         | Discipline         |
| -------------------------- | ------------------------------ | ------------------ |
| Kevin Mayer                | Ludovic Besson                 | Athlétisme         |
| Pierre Houin               | Paul Goetghebeur               | Aviron             |
| Sarah Ourahmoune           | Stelly Fergé                   | Boxe               |
| Maxime Beaumont            | Guillaume Lefloch Decorchemont | Canoë Kayak        |
| Michaël D'Almeida          | Mathilde Gros                  | Cyclisme           |
| Astier Nicolas             | Victor Burtin                  | Equitation         |
| Gautier Supper             | Arsène Duval                   | Escalade           |
| Enzo Lefort                | Meddy Elice                    | Escrime            |
| Sandrine Martinet-Aurières | Dorian Foulon                  | Handisport         |
| Cyrille Maret              | Cédric Revol                   | Judo               |
| Coralie Balmy              | Alexandre Cayot                | Natation           |
| Valentin Prades            | Brice Loubet                   | Pentathlon moderne |
| Pierre Le Coq              | Delphine Jariel                | Planche à voile    |
| Benjamin Auffret           | Alexis Jandard                 | Plongeon           |
| Damien Traille             | Mathias Colombet               | Rugby              |
| Haby Niaré                 | Maéva Mellier                  | Taekwondo          |
| Jean-Charles Valladont     | Geoffroy Mortemousque          | Tir à l'arc        |
| Ludovic Pommeret           | Quentin Dulac                  | Ultra trail        |
| Hélène Defrance            | Cassandre Bandin               | Voile              |
| Camille Lecointre          | Cassandre Bandin               | Voile              |
| Alexandre Camarasa         | Paul Amerio                    | Waterpolo          |

| Parrain              | Espoir             | Discipline            |
| -------------------- | ------------------ | --------------------- |
| Garfield Darien      | Martin Lamou       | Athlétisme            |
| Nantenin Keita       | Dimitri Jozwicki   | Athlétisme handisport |
| Gaëlle Skrela        | Océane Monpierre   | Basketball            |
| Estelle Mossely      | Talya Brillaux     | Boxe                  |
| Karim Laghouag       | Francois Lemiere   | Equitation            |
| Manu Cornu           | Valentine Mangin   | Escalade              |
| Jean-Michel Lucenay  | Mathias Biabiany   | Escrime               |
| Florent Malouda      | Mathilde Kack      | Football              |
| Emilie Andeol        | Nicolas Chilard    | Judo                  |
| Anne-Laure Florentin | Sophia Bouderbane  | Karaté                |
| Camille Lacourt      | Clément Batté      | Natation              |
| David Skrela         | Louis Carbonel     | Rugby                 |
| Stéphane Larance     | Joseph Garbaccio   | Skateboard            |
| Pauline Ado          | Zoé Grospiron      | Surf                  |
| Julien Benneteau     | Elliot Benchetrit  | Tennis                |
| Emmanuel Lebesson    | Alexandre Cassin   | Tennis de table       |
| Jean Quiquampoix     | Clément Greffier   | Tir                   |
| Jean-Luc Nelias      | Quentin Delapierre | Voile                 |
| Laura Marino         | Maissam Naji       | Plongeon              |

| Parrain                 | Espoir              | Discipline                 |
| ----------------------- | ------------------- | -------------------------- |
| Yannick Agnel           | Henri Passani       | Natation                   |
| Matthieu Androdias      | Laura Tarantola     | Aviron                     |
| Hugo Boucheron          | Laura Tarantola     | Aviron                     |
| Axel Augis              | Mathys Cordule      | Gymnastique                |
| Yannick Borel           | Ludji Midleton      | Escrime                    |
| Souleymane Cissokho     | Wilfried Florentin  | Boxe                       |
| Vincent Clerc           | Nathanaël Hulleu    | Rugby                      |
| Axel Clerget            | Luca Otmane         | Judo                       |
| Laura Georges           | Clara Moreira       | Football                   |
| Emilie Gomis            | Zoé Wadoux          | Basketball                 |
| Sarah Guyot             | Eugenie Dorange     | Canoë Kayak                |
| Thu Kamkasomphou        | Clément Berthier    | Tennis de table Handisport |
| Koumba Larroque         | Améline Douarre     | Lutte                      |
| Pierre Le Corre         | Emilie Morier       | Triathlon                  |
| Manon Lorentz           | Naomy Nuiro         | Haltérophilie              |
| Pascal Martinot-Lagarde | Kenny Fletcher      | Athlétisme                 |
| Marie Oteiza            | Emma Riff           | Pentathlon moderne         |
| Thibaut Pinot           | Marie Le Net        | Cyclisme                   |
| Alexandra Recchia       | Gwendoline Philippe | Karaté                     |
| Paul Serin              | Poema Newland       | Kitesurf                   |
| Romain Wattel           | Thomas Boulanger    | Golf                       |

| Parrain            | Espoir             | Discipline            |
| ------------------ | ------------------ | --------------------- |
| Guillaume Bourdila | Arnaud Jerald      | Apnée                 |
| Yoann Kowal        | Quentin Malriq     | Athlétisme            |
| Louis Radius       | Manon Genest       | Athlétisme handisport |
| Boris Diaw         | Ousmane Dieng      | Basketball            |
| Simon Fourcade     | Oscar Lombardot    | Biathlon              |
| Manon Valentino    | Nathanaël Dieuda   | BMX                   |
| Mounir Biba        | Mathis Kaddaoui    | Breakdance            |
| Cédric Joly        | Nicolas Gestin     | Canoë                 |
| Donatien Schauly   | Romain Sans        | Équitation            |
| Pauline Ranvier    | Solène Butruille   | Escrime               |
| Loris Frasca       | Antoine Pochon     | Gymnastique           |
| Thierry Gillet     | Coralie Pacaut     | Hippisme              |
| Sophia Bouderbane  | Nancy Garcia       | Karaté                |
| Guilhem Guirado    | Killian Taofifénua | Rugby                 |
| Vincent Milou      | Camille Fleurence  | Skateboard            |
| Ophélie David      | Marius Bourdette   | Ski freestyle         |
| Cannelle Bulard    | Mathis Crozon      | Surf                  |
| M'Bar N'Diaye      | Ismaël Bouzid      | Taekwondo             |
| Pauline Parmentier | Clara Burel        | Tennis                |
| Jérémie Mion       | Paco Lepoutre      | Voile                 |
| Kevin Peponnet     | Paco Lepoutre      | Voile                 |

| Parrain                        | Espoir             | Discipline      |
| ------------------------------ | ------------------ | --------------- |
| Alice Modolo                   | Dimitri Chavasse   | Apnée           |
| Renaud Lavillenie              | Ethan Cormont      | Athlétisme      |
| Laura Tarantola et Claire Bové | Jeanne Roche       | Aviron          |
| Lucas Mazur                    | Charles Noakes     | Badminton       |
| Martin Fourcade                | Edgar Geny         | Biathlon        |
| Axelle Étienne                 | Léa Brindjonc      | BMX             |
| Boris Neveu                    | Marjorie Delassus  | Canoë-kayak     |
| Marie Patouillet               | Heïdi Gaugain      | Cyclisme        |
| Christopher Six                | Anouk Canteloup    | Équitation      |
| Julia Chanourdie               | Mailys Piazzalunga | Escalade        |
| Ysaora Thibus                  | Jade Maréchal      | Escrime         |
| Antoine Rozner                 | Paul Margolis      | Golf            |
| Amandine Buchard               | Blandine Pont      | Judo            |
| Steven Da Costa                | Ryan Lounnas       | Karaté          |
| Chloé Pelle                    | Lou Noël           | Rugby           |
| Julien Lizeroux                | Garance Meyer      | Ski             |
| Stéphane Houdet                | Guilhem Laget      | Tennis          |
| Clément Berthier               | Julien Cigolotti   | Tennis de table |
| Alexis Hanquinquant            | Louis Noël         | Triathlon       |
| Aloïse Retornaz                | Julien Bunel       | Voile           |